# 海晏站
海晏站位于青海省海北藏族自治州海晏县三角城镇南侧，是青藏铁路的一座车站，距离西宁站97公里。海晏站现由青藏铁路公司营运。车站现为四等站，办理旅客乘降和行包托运。车站同时承担货运业务。

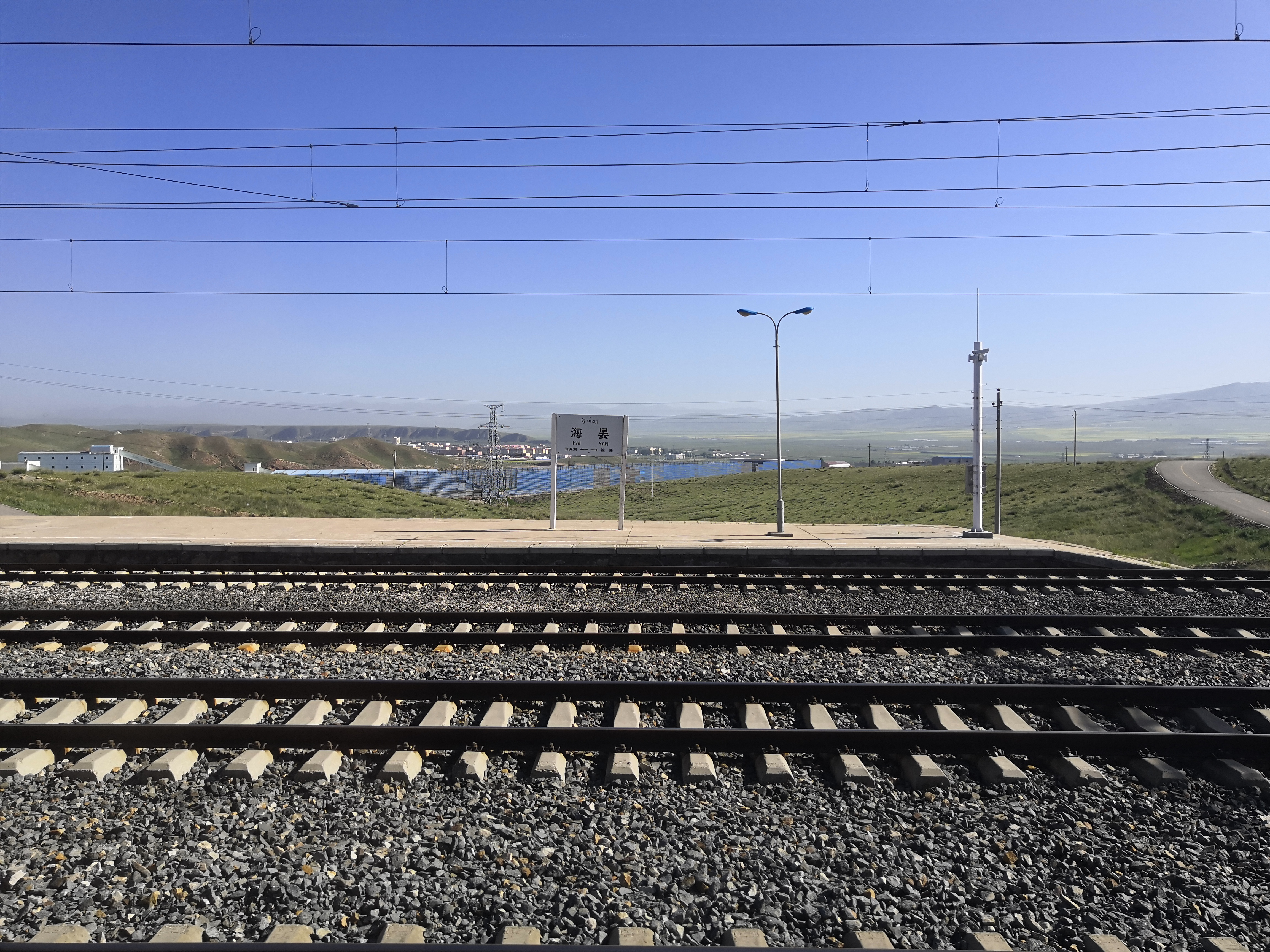
2020年7月，海晏火车站站牌与站台

海晏站设有西海铁路专用线连接海晏县治西海镇，并通往中国第一颗原子弹、氢弹诞生地原子城。

## 歷史
海晏站于1984年5月1日启用，使得当时距离中国原子城距离较近而被披上神秘色彩的海晏县城逐渐被外界所知，县城与外界的交流逐渐增加。2009年车站作为西格二线工程的一部分迁入现址，老线车站并入西海铁路并改名海晏北站。车站于2011年实现电气化。